# Rosema luna
Rosema luna är en fjärilsart som beskrevs av William Schaus 1892. Rosema luna ingår i släktet Rosema och familjen tandspinnare. Inga underarter finns listade.